# 片桐孝憲
片桐 孝憲（かたぎり たかのり、1982年2月4日 - ）は、日本の実業家。ヌプカ株式会社代表取締役CEO。ピクシブ株式会社創業者。ピクシブ株式会社社長、DMM.com代表を歴任。

## 人物
静岡県浜松市生まれ。高校時代は裏原宿系ブランドに熱中。高校卒業後に東京に出たいと考え、東洋大学経営学部に入学した。大学1年生の時にゼミでコンピュータに出会いのめりこんだ。映像作家を志したが挫折し起業の道を歩んだ。「バイト代くらい」の報酬で様々なウェブサイトの制作を請け負い、入学5年後に大学を中退し、起業に至る。2005年に弟と坂上隆行と共に3人でウェブ制作会社ウェブテネットを起業。
2007年に大学時代からの知人「馬骨」（上谷隆宏）が立ち上げ急速に人気を呼んだユーザ投稿型イラストサイト・ピクシブの運営を会社として引き受け、片桐と馬骨は共同でそのサービスを成長させた。片桐は後に自社の社名をピクシブ株式会社とし2008年から事業をピクシブに一本化した。
ピクシブ社長のかたわら、株式会社アニウェア取締役会長、株式会社アニメイトラボ代表取締役社長、株式会社アニメイトホールディングス取締役を歴任。2017年1月に株式会社DMM.com、株式会社DMM.comラボの代表取締役社長に就任。2018年6月には株式会社DMM.comと株式会社DMM.comラボが合併、合同会社DMM.comに組織変更。合同会社DMM.com 最高経営責任者 社長に就任した。2019年2月には合同会社DMM.comの経営体制の変更により執行役員に就任。2019年6月に合同会社DMM.comを退職。

## 略歴
- 2005年7月：Web制作会社（現：ピクシブ株式会社）を設立し、代表取締役に就任[7]。
- 2015年1月：株式会社アニメイトホールディングスの取締役に就任[12]。
- 2015年2月：株式会社アニウェアを安田勝己と共に設立し、取締役会長に就任[13]。
- 2016年12月：ピクシブ株式会社 代表取締役社長から取締役へ異動[14]。
- 2017年1月：株式会社DMM.com、株式会社DMM.comラボの代表取締役社長に就任[10]。
- 2017年9月：株式会社アニメイトホールディングス取締役を退任。
- 2017年12月：ピクシブ株式会社取締役を退任[15]。
- 2018年6月：株式会社DMM.comと株式会社DMM.comラボが合併し、合同会社DMM.comに組織変更。合同会社DMM.com 最高経営責任者 社長に就任[11]。
- 2018年10月：静岡県浜松市の親善大使「やらまいか大使」に就任[16]。
- 2019年2月：合同会社DMM.comの経営体制変更により執行役員に就任[17]。
- 2019年6月：合同会社DMM.comを退職。